# Kanaal Gent-Terneuzen

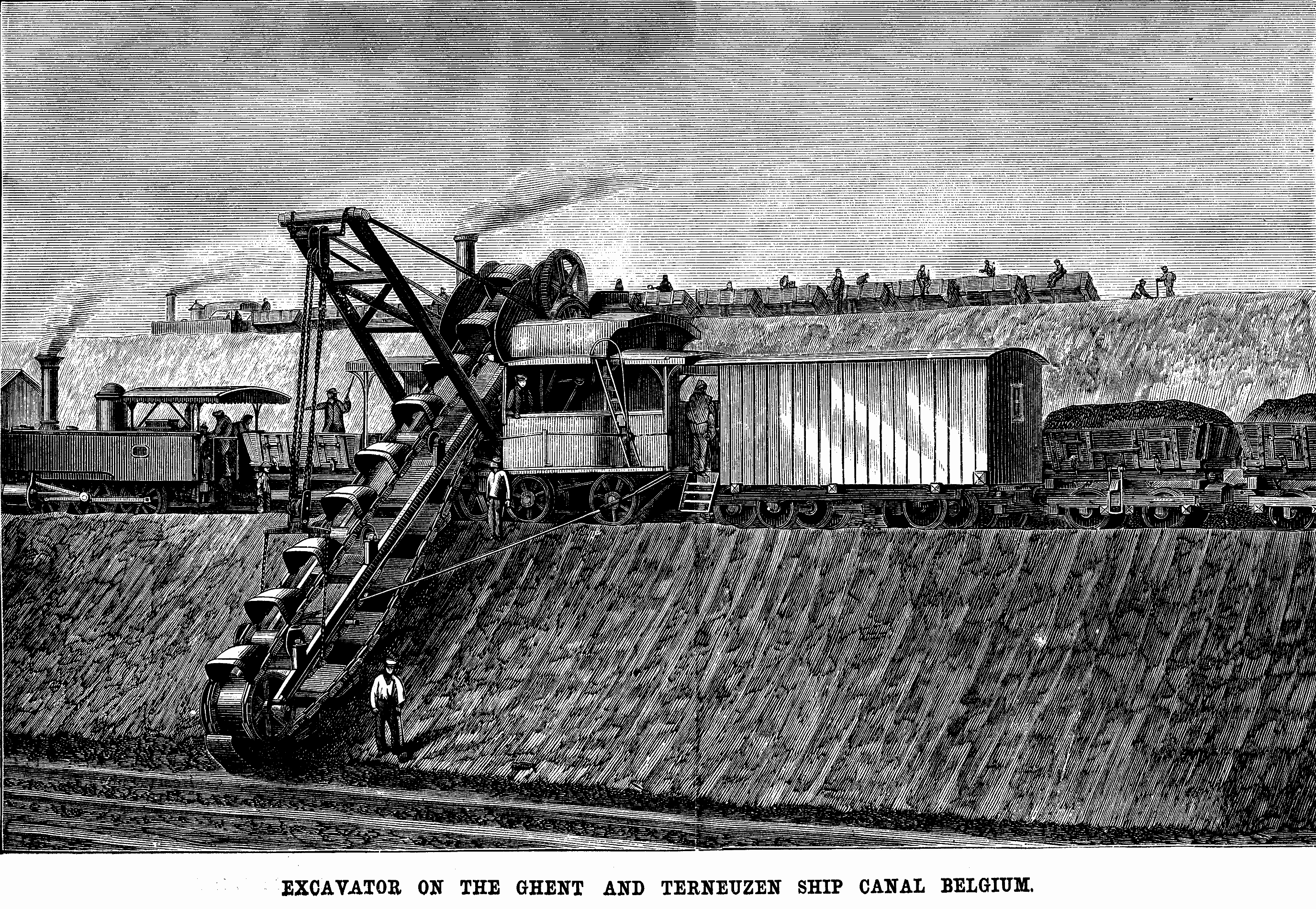
Graafwerkzaamheden aan het kanaal Gent-Terneuzen; 1878.

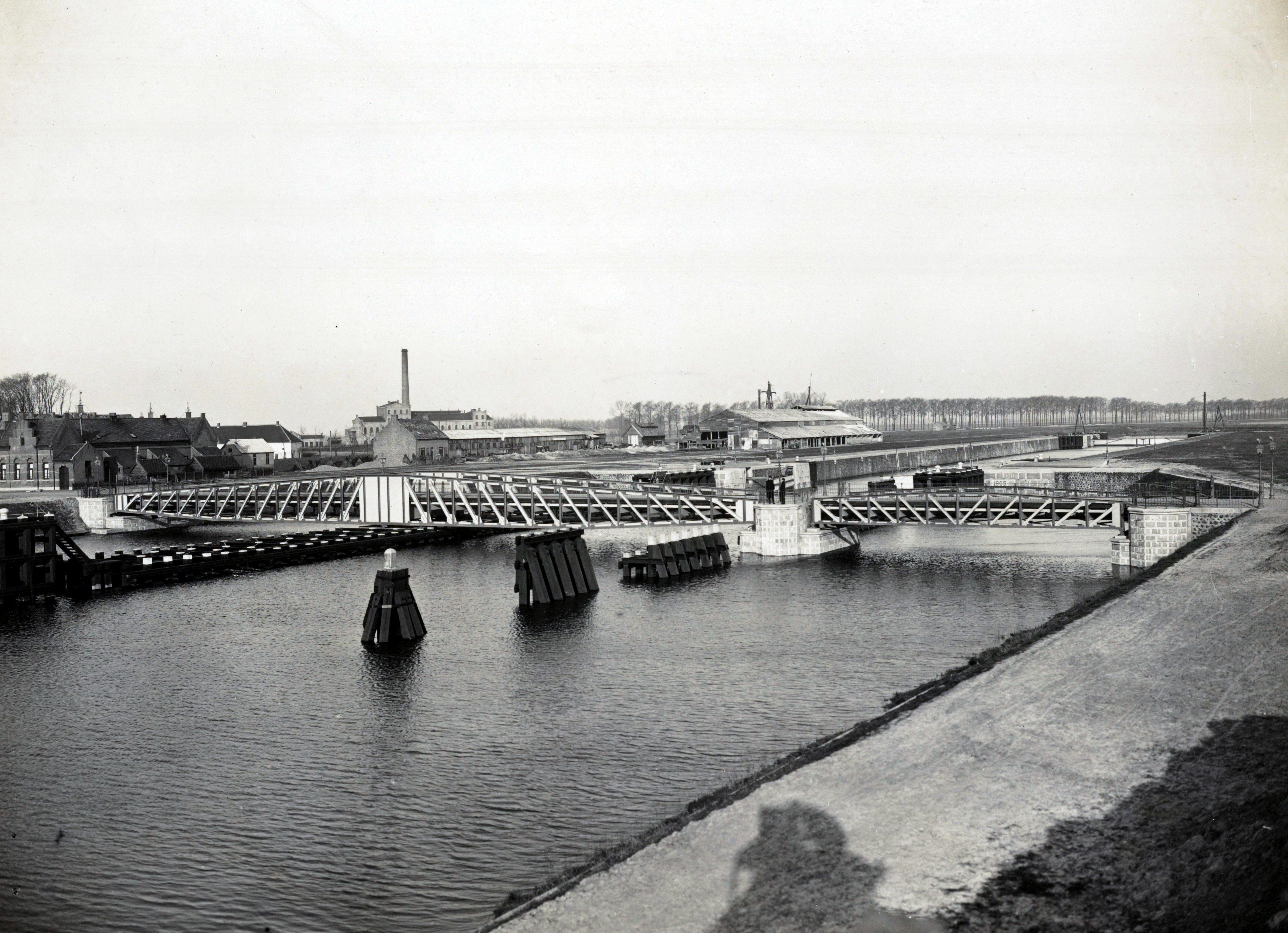
Nieuwe schutsluis beoosten Sas van Gent en draaibrug in de weg van Sas van Gent naar Axel, gezien uit het zuidoosten; 22 januari 1907.

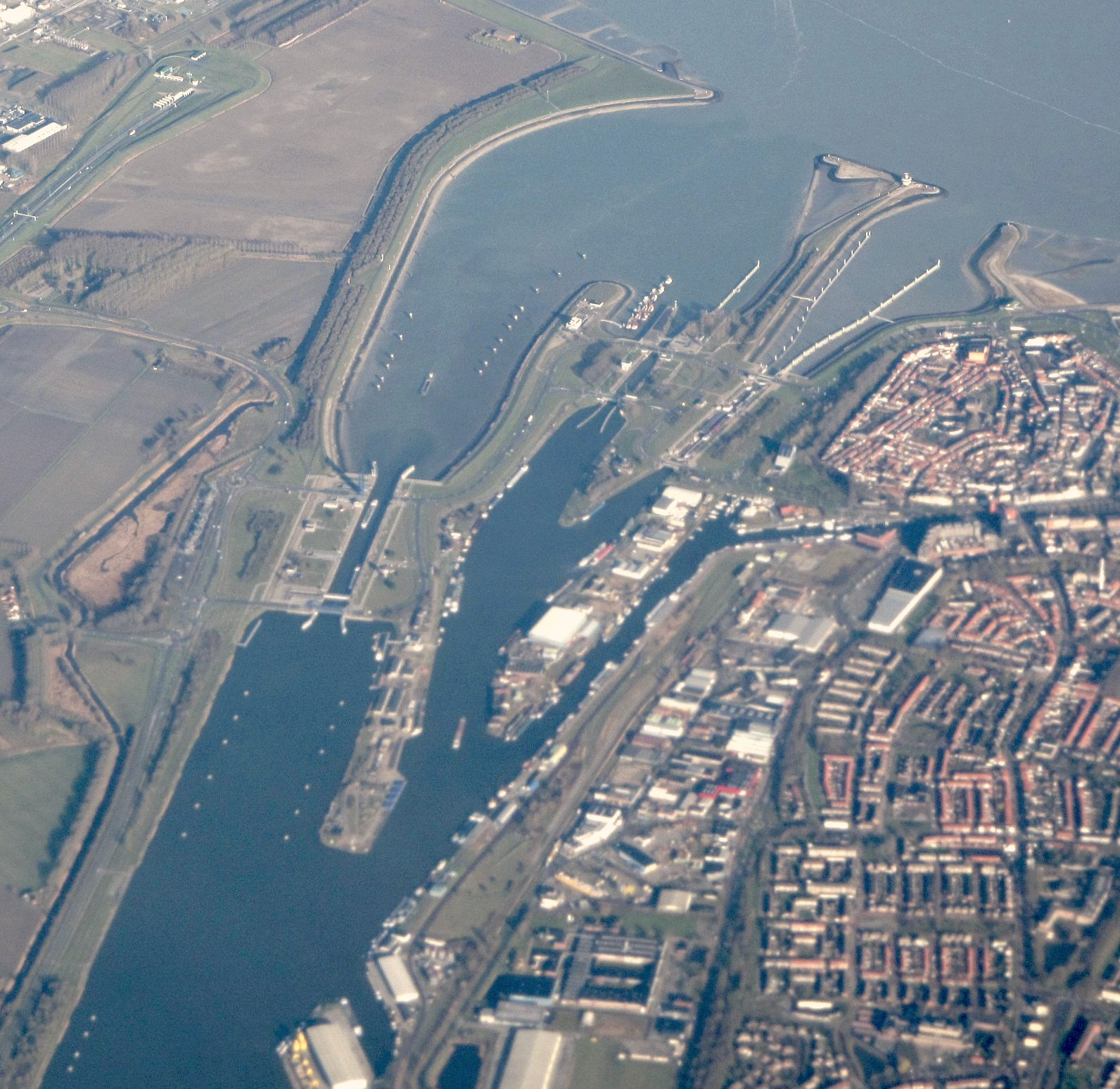
Sluizencomplex Terneuzen; 2011.

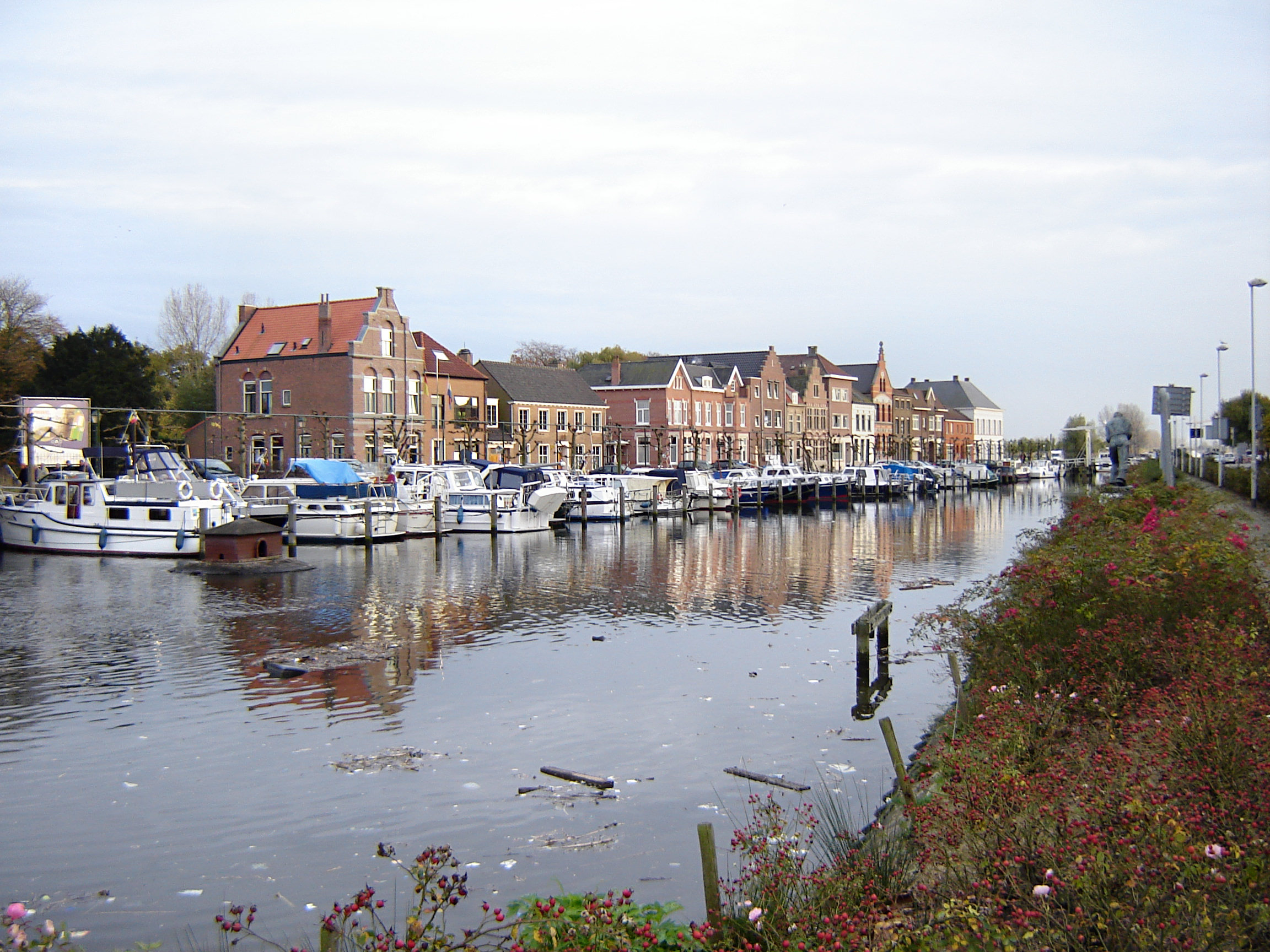
Zicht op de Oostkade, aan de vroegere loop van het Kanaal Gent-Terneuzen in Sas van Gent; 2008.

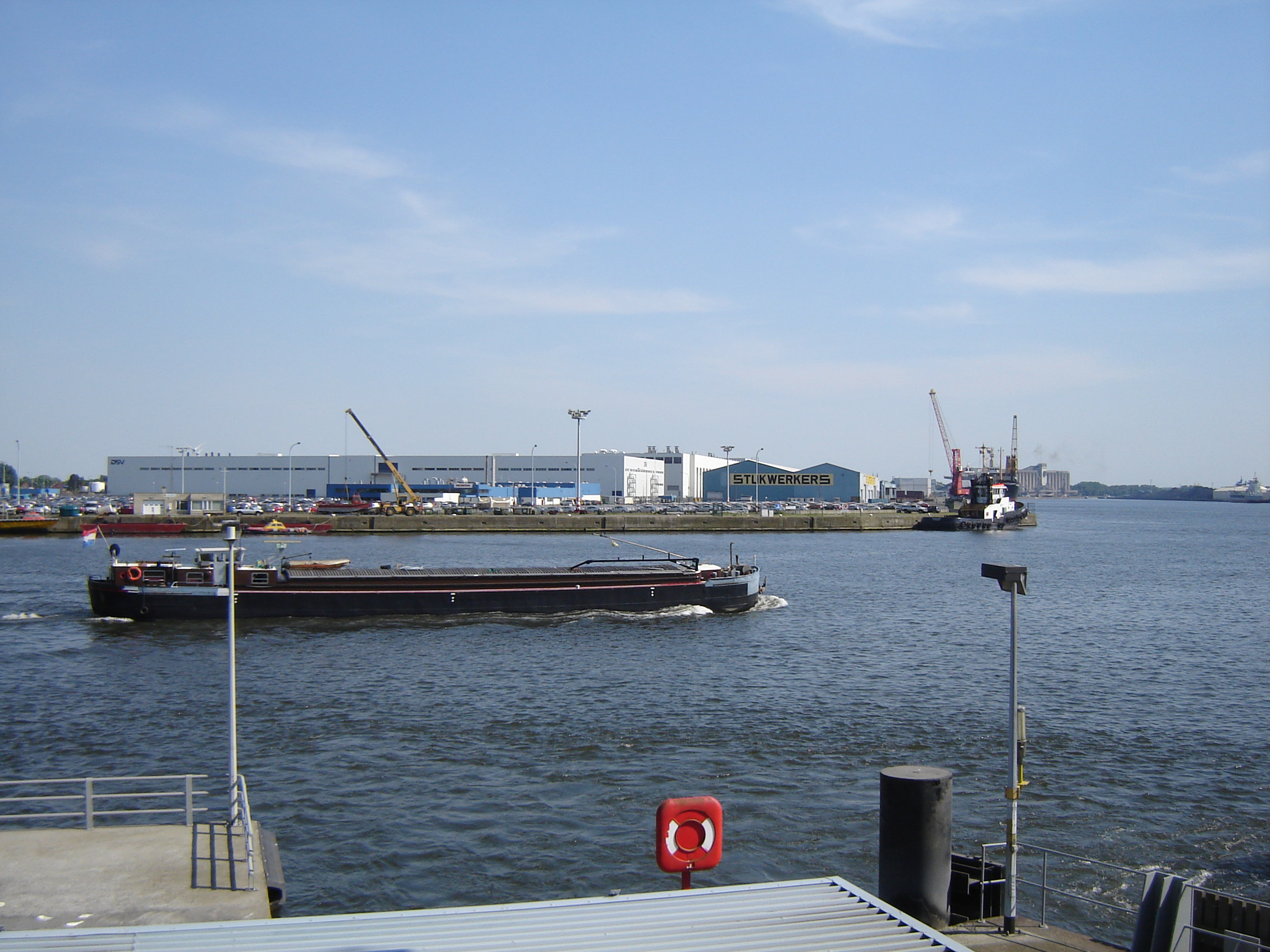
Binnenschip op het kanaal. Rechts het Alphonse Sifferdok.

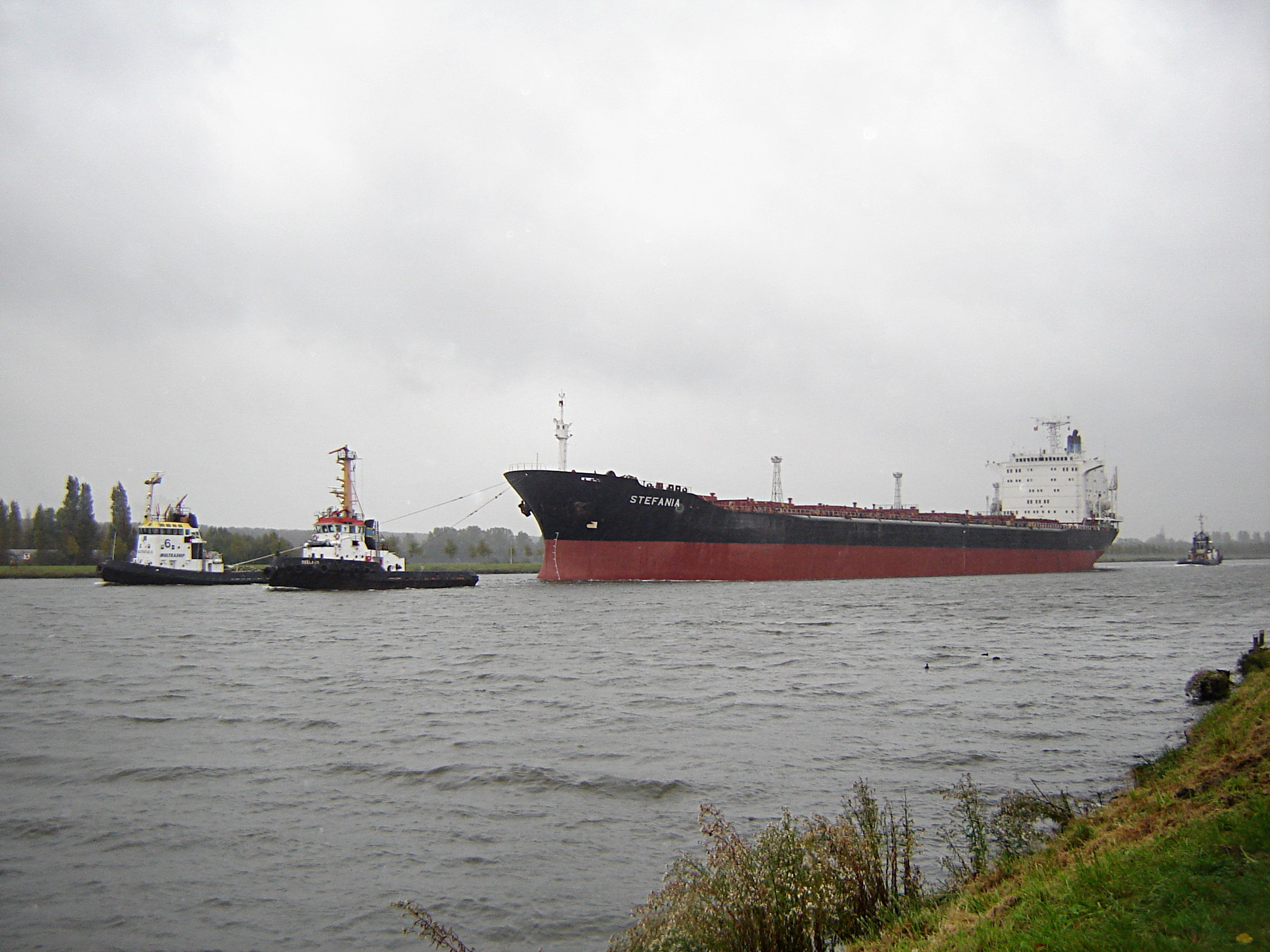
Zeeschip met sleepboten ter hoogte van Sas van Gent.

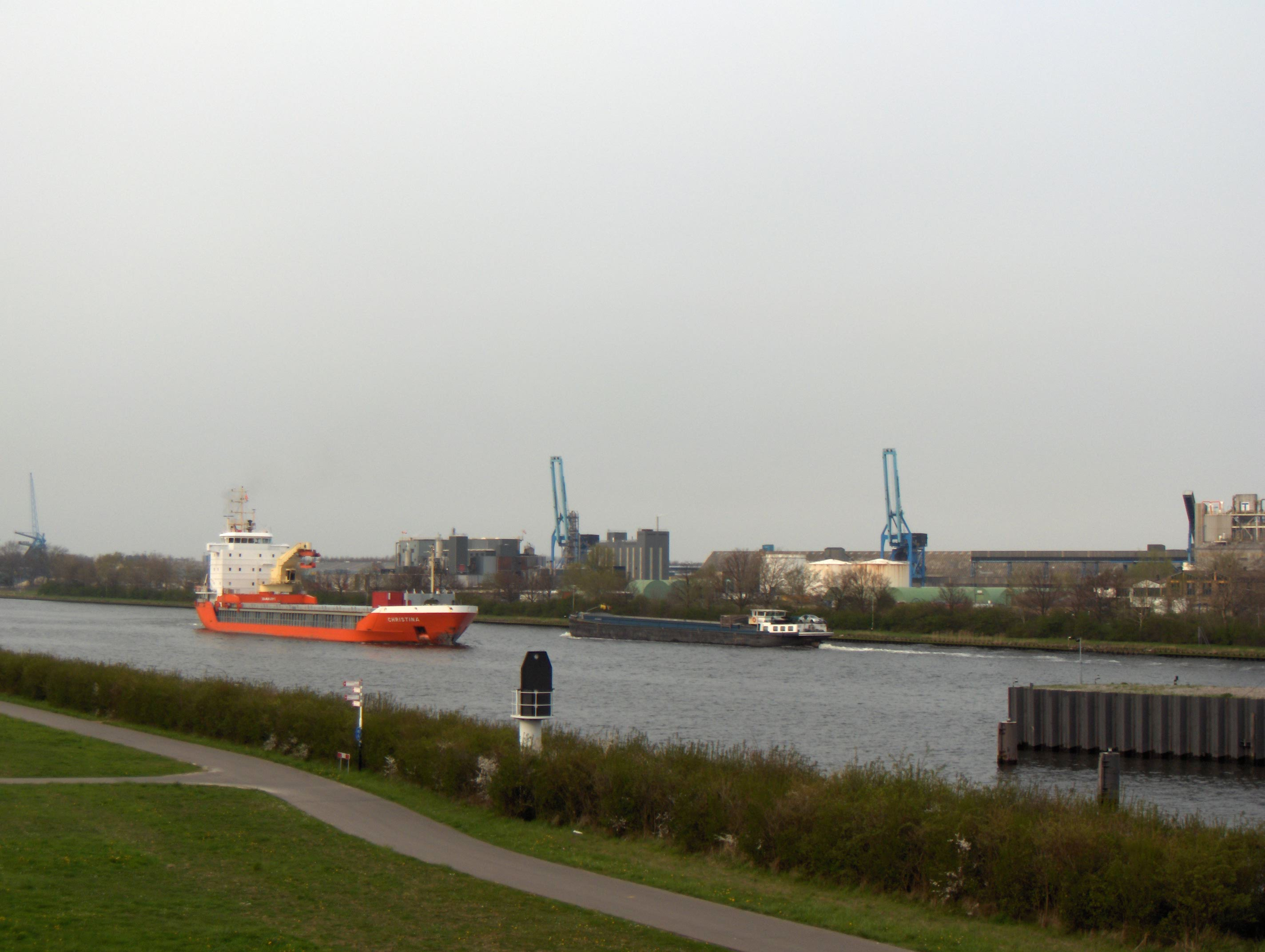
Kanaal Gent-Terneuzen op Nederlands grondgebied, ter hoogte van de brug Sluiskil.

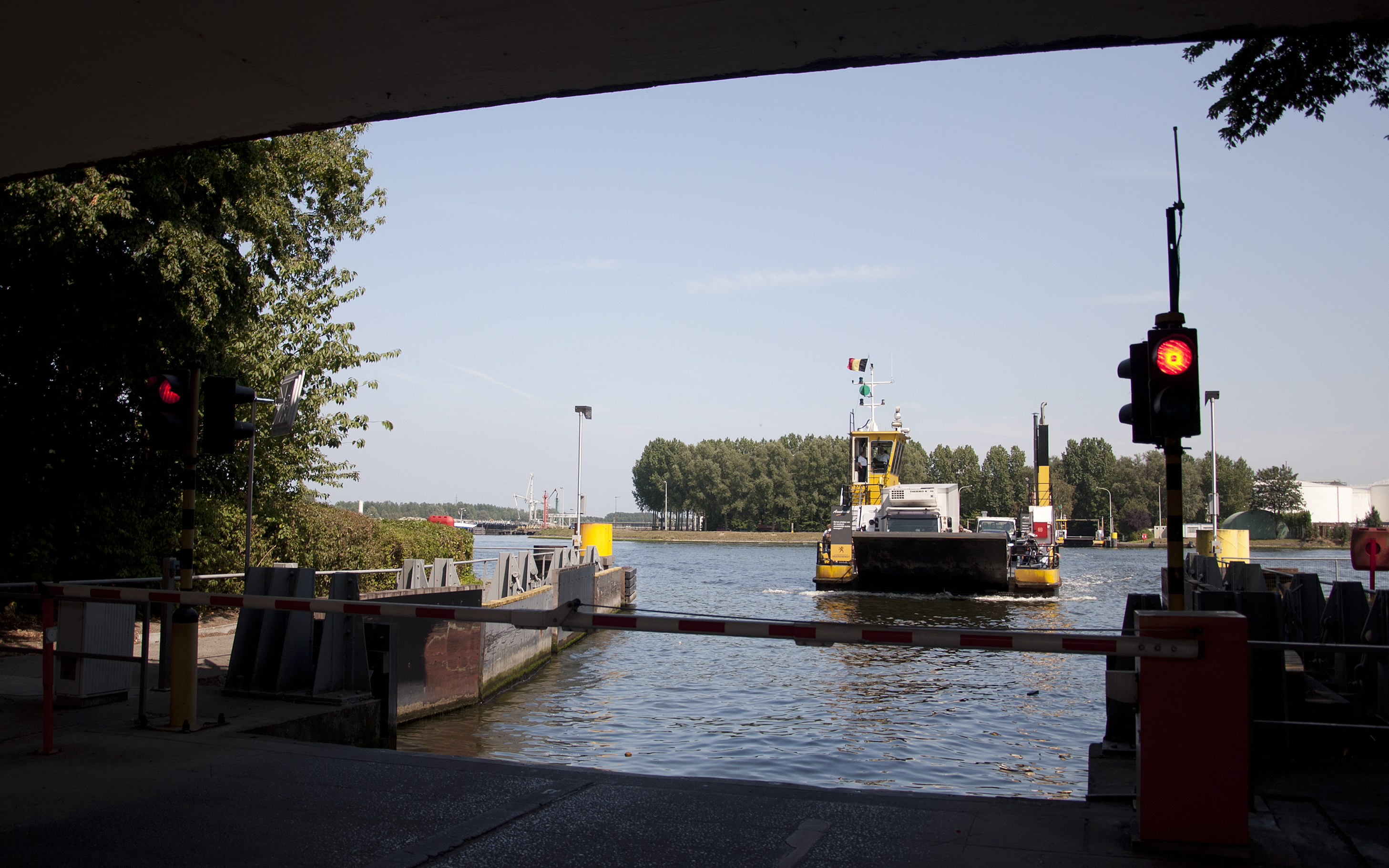
Het veer te Terdonk.

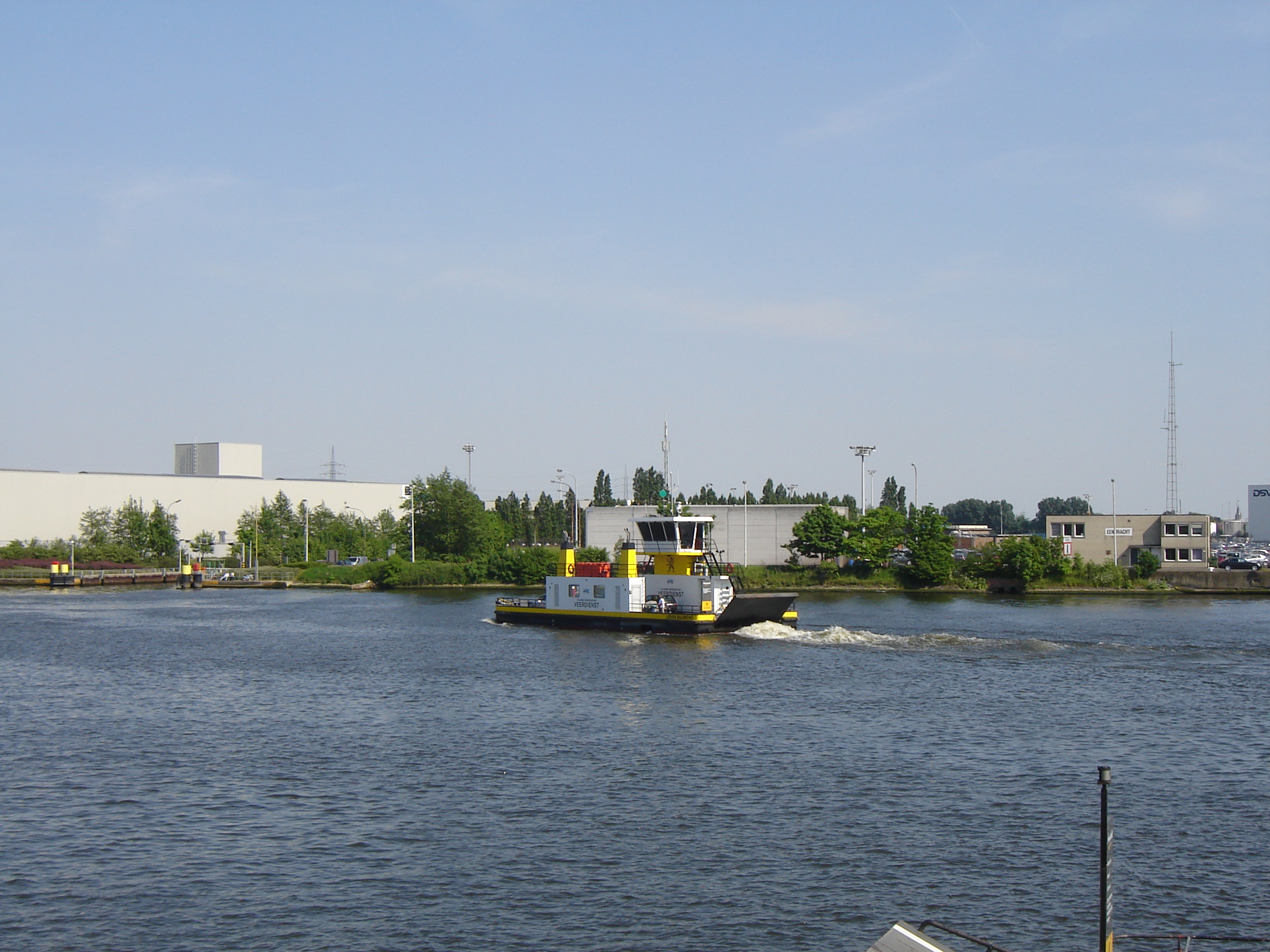
Schip Lieven Bauwens, veerdienst Langerbrugge.

Het Kanaal van Gent naar Terneuzen is een kanaal dat de stad Gent in België via de Noordzeesluizen verbindt met de Westerschelde, waardoor de stad een rechtstreekse verbinding met de Noordzee heeft. Het kanaal mondt uit in Terneuzen, op enkele honderden meters van de Westerscheldetunnel.
Het kanaal loopt door drie gemeenten, namelijk Gent en Zelzate in België en de Nederlandse gemeente Terneuzen.
Het kanaal is van wezenlijk belang voor de Gentse economie. Het verbindt de haven van Gent, de op twee na grootste haven van België (na Antwerpen en Brugge-Zeebrugge), met de zee.

## Geschiedenis
In 1823 besliste koning Willem I (toen België nog deel uitmaakte van het Verenigd Koninkrijk der Nederlanden) om de Sassevaart te verlengen naar Terneuzen. Het traject liep van Gent naar Sas van Gent, voornamelijk in de oude bedding van de Sassevaart. Van Sas van Gent naar Terneuzen liep de vaart door een schorrengebied (De Braeckman-inham, Sassegat en Axelse Gat). In Terneuzen werden twee sluizen gebouwd: een van 8 meter en een van 12 meter breed.
Vier jaar later opende Pieter van Doorn, gouverneur van Oost-Vlaanderen het kanaal namens de koning:
op het canaal van Neuzen op Gent, geopend den XVIII November 1827, voeren er weer zeeschepen.
De afmetingen waren toen 4,5 meter diep tot Sas van Gent en 2,5 meter diep tot Gent. De breedte van het kanaal was op de bodem 10 meter en op waterspiegelniveau 24 meter. Ter gelegenheid van de opening waren er festiviteiten in Terneuzen, Sas van Gent en Gent, en in Gent bovendien een kosteloze broodbedeling voor de armen. Herdenkingsmedailles in goud, zilver en brons werden geslagen, de "Kraker".
Tussen 1830 en 1841 was er geen vaart door het kanaal van Gent naar Terneuzen, aangezien Nederland de Westerschelde had afgezet na de onafhankelijkheid van België. Ter hoogte van Zelzate plaatste de Belgische generaal Niellon palen in het water om te voorkomen dat Nederlandse schepen Gent zouden bereiken. Het kanaal verzandde. Pas in 1841, nadat de vaart was uitgebaggerd, was weer scheepvaart mogelijk door het kanaal.
In 1869 werd er bij Sluiskil een draaibrug over het kanaal gebouwd ten behoeve van de Spoorlijn 55 Gent - Terneuzen.
Vanaf 1870 werd het kanaal van Gent naar Terneuzen verdiept en verbreed. Hinderlijke bochten zoals in Langerbrugge, Rieme, Rodenhuize en Zelzate werden afgesneden. Ook werd het kanaal verlegd via een nieuwe kanaalarm bij Zelzate. Diverse bruggen op het Belgisch grondgebied werden eveneens herbouwd. De werken in België waren klaar in 1881.
In Nederland werd in 1881 begonnen met de verbreding en verdieping van het kanaal. In Sas van Gent werd een derde kanaalarm gegraven met een nieuwe sluis, die werd afgewerkt op 1 september 1885. Het kanaal was op dat moment 6,5 meter diep, 17 meter breed op de bodem en 68 meter breed aan de waterspiegel.
In 1927 bestond het kanaal honderd jaar en de provincie Zeeland liet een gedenkpenning slaan om het succes te vieren. De gouverneur van Oost-Vlaanderen weigerde die echter in ontvangst te nemen, omdat even daarvoor de Eerste Kamer het Schelde-Rijnverdrag had verworpen. Bijna weer een eeuw later, op 4 september 2024 werd, aan de vooravond van de opening van de nieuwe sluizen bij Terneuzen, alsnog een gedenkpenning aangeboden aan de gouverneur van Oost-Vlaanderen, Carina van Couter.

In het Nederlands-Belgisch traktaat van 20 juni 1960 werden opnieuw afspraken gemaakt ten aanzien van verbreding en verdieping van het kanaal. Een deel van het dorp Sluiskil en de complete gehuchten Vingerling en De Stuiver zouden hierbij plaatsmaken voor het kanaal. In 1963 werden twee nieuwe sluizen in Terneuzen gegraven; een voor de binnenvaart en een voor de zeevaart. De oude sluis bij Sas van Gent werd gedempt en maakte plaats voor de oprit van de nieuwe brug en het Keizer Karelplein. Op 19 december 1968 werd het vernieuwde kanaal in gebruik genomen door koningin Juliana en koning Boudewijn. In het gezelschap van een delegatie van ambtenaren en bedrijven die aan de bouw hadden meegewerkt, voeren zij mee op de Prinses Margriet van de Provinciale Stoombootdiensten in Zeeland, die voor deze openingshandeling het kanaal af voer.

## Infrastructuur
Het kanaal heeft een totale lengte van ongeveer 32 kilometer. De waterdiepte bedraagt 13,50 m en het kanaal is daarmee toegankelijk voor schepen tot 125.000 ton. De maximale afmetingen van zeeschepen bedraagt 265 x 36,5 x 12,50 meter. Op het Nederlandse grondgebied bedraagt de breedte op de bodem 62 meter en bij de waterspiegel 150 meter. In Oost-Vlaanderen zijn deze afstanden respectievelijk 67,7 meter en 200 meter. Alleen in de doortocht in Zelzate is het kanaal smaller. De huidige afmetingen zijn juist voldoende voor eenrichtingverkeer van een maatgevend schip. Passeermogelijkheden zijn er na de sluis van Terneuzen, na de doortocht van Zelzate en aan het Kluizendok. Ter hoogte van Sluiskil en Sas van Gent zijn er bochten en hier is het kanaal circa 7 meter breder.

### Sluizen
Van de vijf oude sluizen in Terneuzen zijn er nog twee overgebleven: de Westsluis (Zeevaartsluis; 1968) en de Oostsluis (Binnenvaartsluis; 1968). Sinds 2018 werd gewerkt aan de bouw van een nieuwe grote zeesluis. Hiervoor is de Middensluis uit 1910 in 2021 buiten gebruik gesteld en in 2022 gesloopt. In 2024 werd de Nieuwe Sluis geopend. Sindsdien zijn er dus weer drie sluizen in gebruik.

### Nieuwe sluis
Op 19 maart 2012 ondertekenden Nederland en Vlaanderen een akkoord over een nieuwe grote zeesluis bij Terneuzen. Door de aanleg van deze sluis wordt de haven van Gent bereikbaar voor de grootste zeeschepen. De sluis werd 427 meter lang en 55 meter breed. Op 1 maart 2016 stelde minister Schultz van Haegen het tracébesluit vast. De sluis zou rond 2021 gereed moeten zijn. De opening vond uiteindelijk plaats in 2024.
Ook hier komen de geraamde kosten, zo’n 1.204 miljoen euro, voor het grootste deel, namelijk € 1.113 miljoen, voor rekening van het Vlaams Gewest. Eerder was een bedrag van € 930 miljoen begroot.
Met de komst van de nieuwe zeesluis bij Terneuzen werd een verdieping en verbreding van het kanaal noodzakelijk. De waterdiepte van het kanaal moet minimaal 110% van de diepgang van het maatgevend schip worden. Bij een 10% kielspeling komt dit ongeveer overeen met 1,2 meter. De bodembreedte moet minimaal tweemaal de breedte van het maatgevend schip zijn, ofwel zo'n honderd meter, en dit leidt ook tot een grotere breedte op de waterspiegel.

### Oeververbindingen
Op het Belgische gedeelte van het kanaal zijn er twee veerdiensten, in Terdonk en in Langerbrugge, die zowel door voetgangers, fietsers en auto's gebruikt kunnen worden. Op het Nederlandse gedeelte was er een veerdienst voor voetgangers en fietsers in Sluiskil in beheer van een stichting. De veerdienst is in december 2023 opgeheven.
De meest noordelijke brug over het kanaal in Gent is de Meulestedebrug. De volgende 12 kilometer naar het noorden kan het kanaal enkel overgestoken worden via de veerdiensten van Terdonk en Langerbrugge. Daarna zijn er in Zelzate twee oeververbindingen, namelijk de Zelzatetunnel, waarmee de snelweg A11/E34 onder het kanaal duikt en iets noordelijker de brug op de R4/Kanaalstraat, die de twee grote dorpsdelen van Zelzate verbindt.
Tussen Sas van Gent en Westdorpe ligt een draaibrug. Ter hoogte van Sluiskil ligt een bijna identieke brug. Deze is in 1968 in gebruik genomen en verving de oude spoorbrug uit 1869. Het verschil tussen de twee bruggen is het feit dat er in Sluiskil, buiten de hoofdrijbaan en de aan beide kanten gelegen fietspaden, ook een spoorlijn over de brug gaat ten behoeve van de bedrijven in Sluiskil en Terneuzen. De eerstvolgende kanaaloversteek is in Terneuzen bij het sluizencomplex. Bij het sluizencomplex is het niet nodig om te wachten voor de scheepvaart. Er zijn bij iedere sluis twee bruggen. Alleen bij hoge uitzondering staan beide bruggen open. Dit gebeurt alleen bij onderhoud of storing. Voor doorgaand autoverkeer is er sinds 2015 de Sluiskiltunnel waarvoor de Tractaatweg bij Terneuzen een stuk verlegd is.
Een overzicht van alle oeververbindingen:
| Km.: | Naam:                   | Soort:                                                | Traject:                                                                          | Afbeelding: |
| ---- | ----------------------- | ----------------------------------------------------- | --------------------------------------------------------------------------------- | ----------- |
|      | Meulestedebrug          | verkeersbrug (basculebrug)                            | N456 Gent (Zeeschipstraat/New Orleansstraat)                                      |             |
|      | Veerdienst Langerbrugge | veerpont (motorboot)                                  | Langerbrugge - Oostakker (Kluizensesteenweg/Langenbruggerstraat)                  |             |
|      | Veerdienst Terdonk      | veerpont (motorboot)                                  | Terdonk - Doornzele (Oudetragel)                                                  |             |
|      | Zelzatetunnel           | verkeerstunnel                                        | Antwerpen - Brugge                                                                |             |
|      | Zelzatebrug             | verkeersbrug (basculebrug)                            | Gent (Kanaalstraat)                                                               |             |
| 2,2  | Brug Sas van Gent       | verkeersbrug (draaibrug/vakwerkbrug                   | Sas van Gent - Westdorpe (Oostpoortweg)                                           |             |
| 8,5  | Veerpont Sluiskil       | fiets- en voetveer (motorboot) (opgeheven dec. 2023)  | Sluiskil                                                                          |             |
| 9,7  | Sluiskiltunnel          | verkeerstunnel                                        | Goes - Gent                                                                       |             |
| 9,9  | Sluiskilbrug            | verkeers- en spoorbrug (draaibrug/vakwerkbrug)        | Terneuzen - Schoondijke (Hoofdweg) Spoorlijn 55 Gent - Terneuzen Gent - Terneuzen |             |
| 14,5 | Noordzeesluizen         | 6 verkeersbruggen over 3 sluiskolken (basculebruggen) | Terneuzen (Buitenhaven)                                                           |             |

## Toekomstplannen
Verscheidene grote infrastructuurwerken zijn er gepland. Er zijn plannen om de R4 rond Gent te sluiten via de Sifferverbinding (een tunnel onder het Sifferdok). Aangezien Gent pleit voor een grotere diepgang van het kanaal zou het Vlaams Gewest de meerkosten van een diepere tunnel op zich nemen.

### Seine-Scheldeverbinding
Het kanaal vormt een van de uitgangen van de toekomstige Seine-Scheldeverbinding.

## Plaatsen langs het kanaal
In de drie gemeenten Gent, Zelzate en Terneuzen liggen de volgende plaatsen langs of nabij het kanaal:
in België
Gent, Wondelgem, Meulestede, Oostakker, Langerbrugge, Desteldonk, Rodenhuize, Doornzele, Terdonk, Rieme, Zelzate
in Nederland
Sas van Gent, Westdorpe, Sluiskil, Terneuzen

## Roeien
Op het kanaal vond van 1888 tot 1953 de Regatta van Terdonk of May Regatta plaats, een internationale topwedstrijd roeien, georganiseerd door de Koninklijke Roeivereniging Club Gent en de Koninklijke Roeivereniging Sport Gent. Tijdens de wereldtentoonstelling van 1913 in Gent werd de jaarlijkse wedstrijd uitgebreid naar de Europese kampioenschappen roeien. Tijdens de jaren dertig van de twintigste eeuw organiseerde de studentenvereniging T.S.G. 't Zal Wel Gaan hier ook studentenroeiwedstrijden. Door het economische succes van het kanaal werd roeien steeds moeilijker en werd deze sportactiviteit vanaf 1954 ondergebracht naar de Watersportbaan van Gent.